# ロドニー・ルイス・スミス
ロドニー・ルイス・スミス（Rodney Smith、1947年12月24日 - 2016年12月5日）は、ニューヨークを拠点とするファッションおよびポートレート写真家である。
主に35mmライカM4で撮影し、その後80mmレンズを装着した120/6x6（中判）ハッセルブラッドに移行しました。被写体を照らす光は自然光を好んだが、時には連続光も使用した。2002年にカラーフィルムの実験を始めるまで、主にモノクロで撮影していた。
彼の作品は、一般的にクラシック、ミニマル、気まぐれと呼ばれています。